# Zorra (Nebulossa)

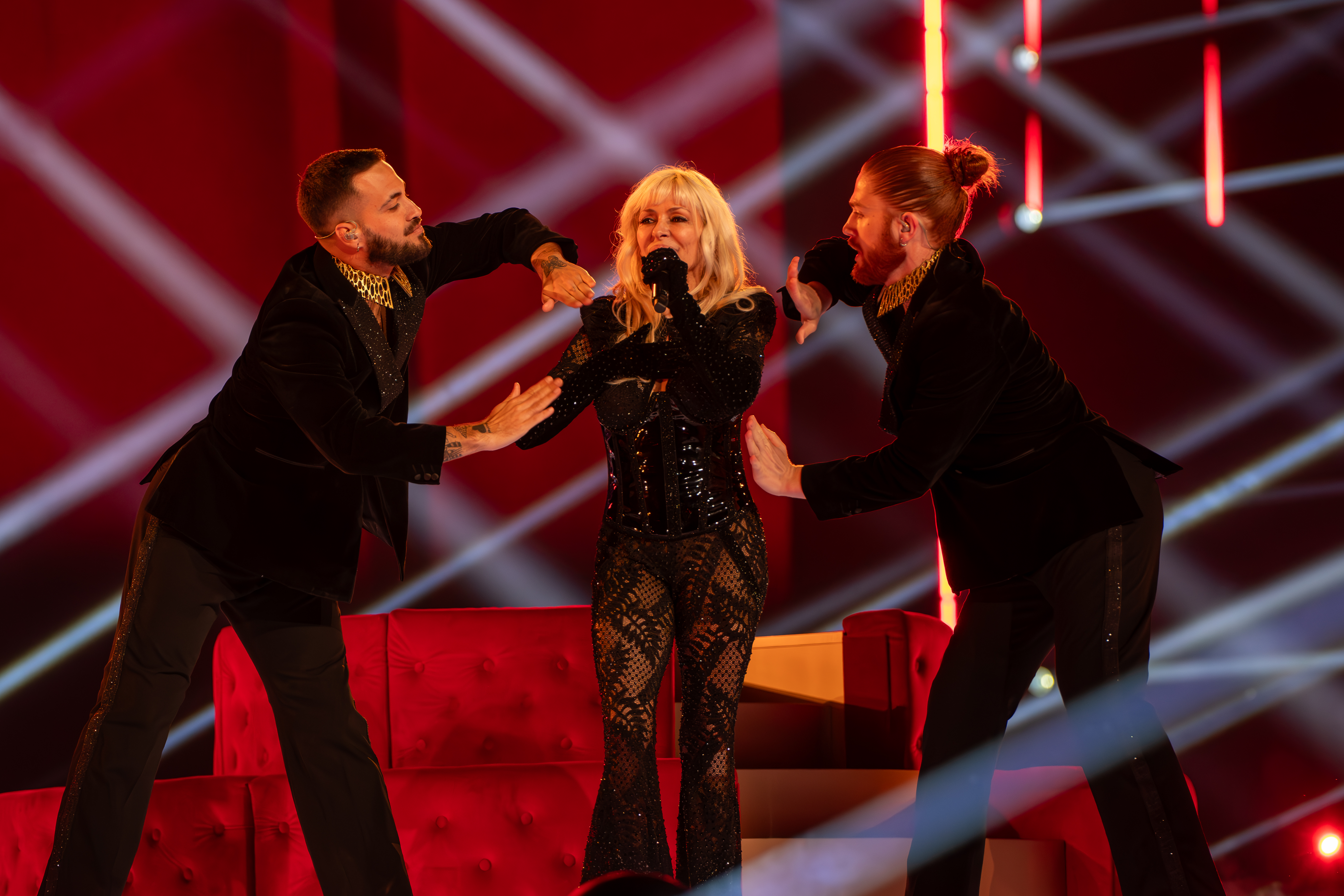
Mery Bas dei Nebulossa mentre si esibisce sulle note di Zorra alle prove finali dell'Eurovision Song Contest, 10 maggio 2024

Zorra è un singolo del duo spagnolo Nebulossa, pubblicato il 15 dicembre 2023.
Il brano ha vinto il Benidorm Fest 2024 ed è stato selezionato per rappresentare la Spagna all'Eurovision Song Contest 2024, dove si è posizionato al ventiduesimo posto con 30 punti.

## Descrizione
Brano dal contenuto femminista, Zorra è stata descritta dai suoi autori come «una canzone per tutte quelle che almeno una volta si sono sentite impotenti, per le oppresse, per le inarrestabili. Per voi». La canzone vuole dare un nuovo significato alla parola zorra ("puttana"), trasformandola in un inno di rivalsa contro l'ageismo e la misoginia che la stessa interprete, María "Mery" Bas, ha sofferto. La canzone è stata dedicata a «tutte le Manuela Trasobares», in riferimento a Manuela Trasobares, prima consigliera comunale transessuale di Spagna, nota per le sue lotte femministe e a favore dei diritti LGBT.

## Tracce
Testi e musiche di María Bas e Mark Dasousa.
1. Zorra – 3:03

## Classifiche
| Classifica (2024) | Posizione massima |
| ----------------- | ----------------- |
| Grecia            | 26                |
| Lituania          | 17                |
| Spagna            | 5                 |